# 我家有一隻河東獅
《我家有一隻河東獅》，为2002年香港上映的一部爱情电影。古天樂、張栢芝及范冰冰领衔主演。

## 简介
故事發生在宋朝背景，柳月娥（張栢芝）天生追求爱情的专一和忠贞婚姻，一日在苏东坡（许绍雄）诗詞演唱会上偶遇书生陈季常（古天樂），二人萌发感情，并獲皇上赐婚。
而娶过门后的月娥对夫君管束甚严，后月娥一次试探陈季常，得知季常心仍然终属月娥，月娥从此对季常恩爱有加。
然而，某次月娥替其哥（黃偉文）送鏢外出，季常在一次偶遇下与郡主（范冰冰）发生了感情。事后皇上赐郡主和季常结婚，月娥悲愤之下喝了表哥（黃浩然）發明的「忘情水」忘記季常……

## 角色
| 演員   | 角色     | 關係                      |
| 古天樂 | 陳季常   | 柳月娥丈夫                |
| 張栢芝 | 柳月娥   | 陳季常妻子                |
| 范冰冰 | 平安郡主 | 仰慕陳季常才華,欣賞陳季常 |
| 許紹雄 | 蘇東坡   | 陳季常.秦少游好友         |
| 黃浩然 | 御醫     | 柳月娥表哥                |
| 黃偉文 | 柳神俠   | 柳月娥哥哥                |
| 張錦程 | 旺財     | 陳季常管家                |
| 李耀明 | 秦少游   | 陳季常.蘇東坡好友         |

## 外部連結
- 開眼電影網上《我家有一隻河東獅》的資料（繁體中文）
- 爛番茄上《我家有一隻河東獅》的資料（英文）
- 香港影庫上《我家有一隻河東獅》的資料（繁體中文）
- 互联网电影数据库（IMDb）上《我家有一隻河東獅》的资料（英文）